# Massaga angustifascia
Massaga angustifascia is een vlinder uit de familie uilen (Noctuidae). De wetenschappelijke naam van deze soort is voor het eerst geldig gepubliceerd in 1896 door Rothschild.
De soort komt voor in tropisch Afrika.